# Бої за Снігурівку
Бої за Снігурівку — серія боїв у Снігурівці та околицях, що відбувалися з лютого по листопад 2022 року в ході російського вторгнення в Україну.

## Хід подій

### Лютий
25 лютого, приблизно о 15:30 годині російські гелікоптери обстріляли українських військових на території Снігурівської громади. Внаслідок атаки було поранено 4 військовослужбовця та пошкоджено лінії електропередач 35 кВт неподалік міста Снігурівка, що стало причиною знеструмлення більшої частини міста і як наслідок відсутність водопостачання.

### Березень
1 березня російські колони рухаються на Снігурівку з боку села Нововасилівка. Неподалік Снігурівки, місцеві жителі перегороджують техніку і беруть окупантів в полон. 
Днем, представники самооборони міста Снігурівка захопили трофейну техніку - командно-штабну машину оперативно-тактичної ланки Р-149БМР «Кушетка-Б», яку росіяни покинули під час бою.
Пізно увечері, в напрямку Снігурівки знову рухається російська колона із близько 100 одиниць техніки.
Наприкінці дня, представниками самооборони міста та територіальної оборони неподалік Снігурівка було захоплено кілька одиниць броньованої техніки росіян - БМД-2 з боєкомплектом протитанкових керованих ракет .
Вночі 2 березня представники самооборони міста разом з ТРо знищили російський бензовоз та три одиниці броньованої техніки окупантів.
Вранці з боку с.Баратівка в напрямку міста рухалась колона росіян.
3 березня навколо міста знову йдуть бої. З боку Миколаєва в напрямку Снігурівки відступала колона російської військової техніки. Кілька одиниць автомобільної техніки (УРАЛи) заблукали і проїхали по місту. Місцеві мешканці закидали один з російських Уралів коктейлями Молотова, проте росіяни змогли втекти з міста. Неподалік перехрестя трас Т-15-08 та Р-81 росіяни спалили дві одиниці техніки, які отримали пошкодження.
Днем, підрозділи територіальної оборони неподалік Снігурівки захопили російський бронеавтомобіль «Тигр», оснащений протитанковими ракетами. Після захоплення техніку вдалося відновити та привести в робочий стан. Про подію повідомили депутата Миколаївської обласної ради Івана Кухту, який організував передачу бронеавтомобіля Збройним силам України через обласну військову адміністрацію. Через складну оперативну обстановку техніку змогли доставити до Миколаєва лише через кілька днів після захоплення.
4 березня на території Снігурівської громади почались перебої з мобільним звʼязком.
5 березня представники самооборони міста захопили самохідну артилерійську установку 2С1 "Гвоздика".
7 березня через місто Снігурівка пройшла російська колона, в якій були танки та бронетехніка з десантом у напрямку Миколаєва.
8 березня сили місцевої самооборони Снігурівки спільно з представниками територіальної оборони вступили в бій з підрозділами російських військ. У результаті зіткнення було взято в полон дев’ять російських військовослужбовців. Під час бою загинув боєць територіальної оборони Юрій Войтович — смертельне поранення він отримав внаслідок вибуху ворожої гранати.
9 березня в Снігурівській громаді було оголошено день жалоби за загиблим бійцем територіальної оборони Юрієм Войтовичем. Цього ж дня відбулась церемонія прощання із загиблим захисником.
11 березня практично всі населені пункти Снігурівської громади були знеструмлені у звʼязку з пошкодженням ліній електропередач під час обстрілів.
12 березня в місті Снігурівка частково відновлено подачу електроенергії в деяких мікрорайонах міста. Станом на 10.00 годину відновлено живлення скважин водопостачання та роботу хлібозаводу.
Цього дня, біля села Євгенівка відбулося бойове зіткнення з російською диверсійно-розвідувальною групою. Під час патрулювання місцевості поблизу села місцеві мисливці виявили ворожу ДРГ у лісосмузі, після чого розпочався бій. Мисливці встигли повідомити бійців територіальної оборони, які прибули з міста Снігурівка на підкріплення. Унаслідок зіткнення загинули троє мисливців, ще двоє бійців ТрО отримали поранення. Також зазнавши втрат, російські військові відступили з поля бою. 
13 березня о 20:23 годині, російські війська обстріляли околиці міста Снігурівка з РСЗВ. Більшість ракет та касетних боєприпасів влучили по відкритій території поблизу Павлівської рощі. Кілька ракет вибухнули поряд з житловими будинками по вулиці Набережній у м.Снігурівка.  
14 березня, приблизно о 06:00 ранку російський літак скинув чотири авіабомби ФАБ-250 на вулицю Жовтнева в м.Снігурівка. Внаслідок ворожого авіаудару загинуло двоє мешканців та ще троє жителів отримали поранення. Рятувальникам довелось діставати з під завалів шістьох жителів. По вулиці Жовтневій було повністю знищено 11 будинків та ще 30 домоволодінь пошкоджено.

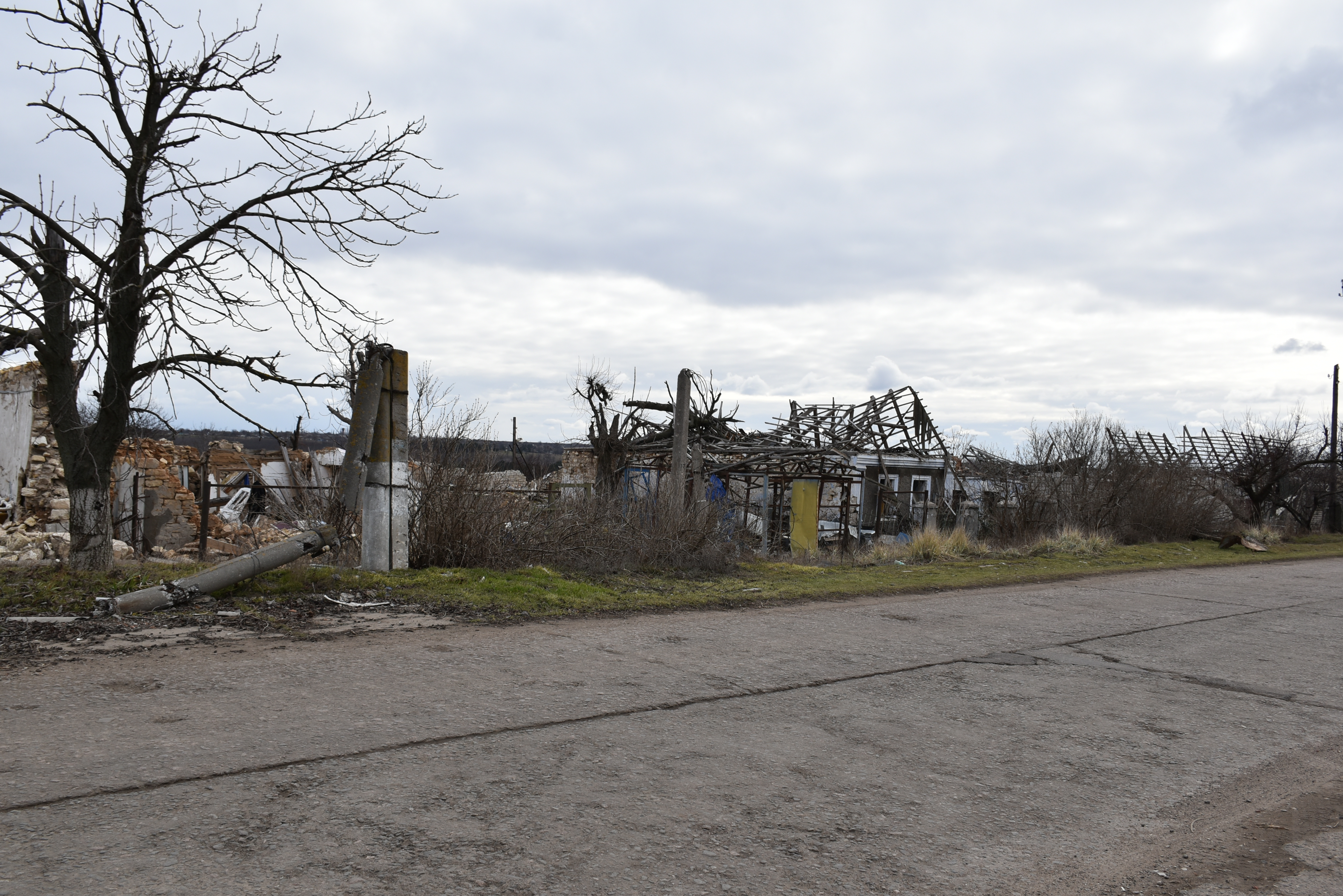
Наслідки авіаудару 14 березня 2022 року російським літаком по м.Снігурівка. Фото зроблене 15 лютого 2023 року поблизу місця падіння авіабомб.

Також цього дня вдалось відновити роботу Снігурівського хлібзаводу. Працівники хлібзаводу на чолі з директором до моменту окупації міста працювали цілодобово задля максимального забезпечення населення хлібом.
У зв’язку зі значними пошкодженнями, що були нанесені загарбниками  силовій підстанції 330/150/35 кВ «Миколаївська», яка належить НЕК «УКРЕНЕРГО», постачання електричної енергії більшості населених пунктів Снігурівської територіальної громади було припинено. Натомість, енергетиками АТ "Миколаївобленерго" було розпочато низку заходів, направлених на можливість забезпечення  електропостачання знеструмлених населених пунктів за рахунок потужностей сонячних електростанцій, розташованих на території громади. Це дозволило частково відновити електропостачання знеструмлених споживачів, але лише протягом світлової частини доби, у період з 10 до 16 години..
15 березня ворог намагається закріпитися в районі Снігурівки.
16 березня в селі Павлівка відбулось прощання із бійцем територіальної оборони Дмитрієм Волонтирцем, який загинув 14 березня від авіабомби.
Увечері, о 19:10 годині росіяни знову обстріляли околиці міста Снігурівка з РСЗВ.
17 березня, пізно ввечері літак росіян скинув на місто кілька авіабомб на житлові будинки. Внаслідок авіаудару поранення отримали троє мешканців міста. Станом на 23.00 годину по вулиці Сагайдачного рятувальники витягли з під завалів поранену жінку, в будинок якої було пряме влучання авіабомби.
18 березня на Снігурівку знову рухалась ворожа колона.
Днем представники самооборони міста та територіальної оборони знайшли чимало підбитої російської військової техніки, серед якої було дві установки БМ-21 "Град". Техніку було евакуйовано та передано військовим Збройних Сил України.
19 березня вночі та під ранок російські війська обстріляли Снігурівку з реактивних систем залпового вогню. Внаслідок обстрілу загинув місцевий житель. Вранці окупанти зайшли в місто з двох напрямків. Під час руху колони військової техніки до міста, росіяни пошкодили опори та лінії електропередач від сонячної електростанції, яка на той час залишалась єдиним джерелом електроенергії в місті. Внаслідок знеструмлення повністю зник мобільний звʼязок та інтернет. Розпочалась окупація, яка тривала 237 днів. Весь цей час місто та навколишні села були на межі виживання без електро- та водопостачання.
25 березня внаслідок російського обстрілу в Снігурівці було пошкоджено школу.

### Квітень
12 квітня в Снігурівці під час окупації російськими військами помер останній ветеран Другої Світової війни Мацюта Віктор Михайлович. Йому було 97 років.
15 квітня в тимчасово окупованій Снігурівці російські війська планували організувати псевдовибори міського голови. Захід проводився за участі російських військових та місцевих колаборантів - заступниці голови Баштанської районної ради Тетяни Мезіної та колишнього міського голови Олександра Ларченка. Мезіна пропонувала місцевим жителям обрати нового міського голову та відновити роботу міських структур. Однак мешканці міста відмовилися від участі у псевдовиборах, заявивши, що законного міського голову та депутатів оберуть після звільнення Снігурівки Збройними силами України. Після провалу спроби проведення виборів у місті розпочалися артилерійські обстріли. Внаслідок обстрілів були пошкоджені житлові будинки та об'єкти цивільної інфраструктури, зафіксовано випадки поранень серед цивільного населення.
Близько 30 російських військовослужбовців в Снігурівці дезертирували та зникли в невідомому напрямку. Російські окупанти проводять рейди в Снігурівці та навколишніх селах з їх пошуку.
25 квітня окупанти провели щільне мінування околиць міста Снігурівка та на кілька днів заборонили виїзд цивільного населення з міста.

### Травень
4 травня в Снігурівці згоріла будівля залізничного вокзалу, яка була одною із візитівок міста. Станцію було збудовано у 1911 році під час будівництва залізниці Миколаїв — Херсон — Снігурівка. У 1941 році селище та станцію окупували наступаючі німецькі війська, а в березні 1944 року їх було звільнено в ході Березнегувато-Снігурівської наступальної операції. Будівля вокзалу вціліла під час Першої та Другої світових воєн, але була знищена під час російської окупації.
На початку травня росіяни остаточно заборонили виїзд цивільного населення з міста у напрямку підконтрольних Україною територій.

Збільшилась кількість випадків грабежів цивільного населення міста Снігурівка з боку представників окупаційних військ рф. Пряма цитата місцевого мешканця і очевидця подій: 
"Те, що було раніше, то це крадіжки, обносили будинки. І це не те, що десь або хтось сказав. Це я особисто бачив. Приїжджала гуманітарка в білих вантажівках. Було написано на них "Донское объединение волонтёров", розвантажувались біля адміністрації. А потім ці ж вантажівки під’їжджали до будинків, в тому числі і до мого будинку і вантажили генератори, телевізори. І це робили не мародери або українські військові, як вони казали, а це робили вони, у військовій формі РФ. Вони здебільшого квартируються в будинках людей. Деяких людей навіть виганяли з дому, говорили: зараз воєнний час, ми маємо право ваш будинок використовувати у своїх цілях. Вони більше в домах та квартирах, які розташовані на околицях міста. А зараз росіяни забирають у людей автомобілі, мопеди. Забирають бензин та дизель у людей. Спочатку вимінювали на цигарки, а тепер просто відбирають."
Представники російської адміністрації активно здійснювали інформаційно-пропагандистську діяльність. Зокрема, гуманітарну допомогу від українських волонтерів, яка надходила на територію міста, росіяни силою відбирали та розповсюджували під символікою рф, формуючи відповідний інформаційний наратив. Окупаційна влада також дуже активно використовувала медіа, щоб транслювати меседжі про нібито обстріли з боку української армії житлових кварталів. Утім, за свідченнями місцевих жителів, артилерійські обстріли здійснювалися з тилових позицій російських військ на околицях міста. Російські пропагандистські ресурси також активно знімали відеосюжети для російського телебачення на місці авіаудару по вулиці Жовтневій, який насправді був здійснений російським літаком 14 березня 2022 року — перед окупацією міста військами РФ. У своїх матеріалах вони намагалися видати наслідки руйнування за нібито «обстріли з боку українських військових формувань забороненими касетними боєприпасами». Подібні пропагандистські відеосюжети росіяни знімали практично по всьому місту протягом всього періоду окупації.

### Червень
У районі Снігурівки, де тривають запеклі бої за сам населений пункт, командування військ противника зосередило до двох батальйонно-тактичних груп (близько 180 одиниць озброєння та військової техніки, зокрема не менше 20 танків і до 1500 військовослужбовців). Зокрема, у самій Снігурівці та її околицях діє мотострілецька БТГр (до 36 БМП/БТР та до 12 танків), а в районі Євгенівки — ще одна подібна група (до 40 бойових броньованих машин і близько 8–10 танків), а також щонайменше дві артилерійські групи, кожна з яких складається з двох гаубично-самохідних артилерійських дивізіонів і одного реактивного артилерійського дивізіону. Командування військ противника перекидає мобільні резерви на загрозливі напрямки з метою уповільнити просування передових підрозділів Сил оборони України.

### Липень
16 липня російські військові обстріляли двір однієї з багатоповерхівок на околиці міста Снігурівка під час зйомки пропагандистського ролика. Внаслідок обстрілу загинули четверо людей.
19 липня ЗСУ повідомили, що українська авіація завдала удару по окупантах в районі Снігурівки.

### Серпень
4 серпня російські війська обстріляли приватний сектор у м.Снігурівка. Внаслідок обстрілу загинули 4 людини. За свідченнями снігурівчан, обстріл вели з мікрорайону “Птахофабрика”, де на той час знаходились позиції російських військових формувань. Декілька “прильотів” прийшлися в районі приватних будинків по вул. Іди Лауди, в цей час жінки знаходилися на вулиці, всі четверо загинули на місці.

### Вересень
3 вересня Збройними Силами України було знищено командно-спостережний пункт 205-ї окремої мотострілецької козачої бригади Збройних сил Російської Федерації, розташований у Снігурівці.
23 вересня на тимчасово окупованій території Снігурівської міської громади російські окупанти намагалися провести так званий «референдум» щодо приєднання до рф. Захід був організований у межах ширшої кампанії псевдореферендумів на тимчасово окупованих територіях України. Попри спроби примусу та пропаганду, абсолютна більшість місцевого населення проігнорувала процес. За різними оцінками, з 2,5 - 3 тисяч місцевих мешканців, що залишалися в місті Снігурівка на той момент, участь у голосуванні взяли лише близько 30 осіб, переважно колаборантів.
Паралельно із спробами проведення псевдореферендуму на тимчасово окупованій території Снігурівської громади, жителі Снігурівки та навколишніх населених пунктів, які були змушені залишити окуповану територію, організували акції протесту в різних регіонах України. Учасники акцій засудили дії російських окупаційних адміністрацій і звернулися до земляків, які залишалися в окупації, із закликом бойкотувати незаконне голосування.

### Жовтень
5 жовтня офіцерський склад російських окупаційних військ залишив тимчасово окуповану Снігурівку. Водночас основна частина особового складу залишалася в місті та навколишніх селах, продовжуючи утримувати оборону. 

### Листопад
8 листопада Сили оборони України почали штурм міста з північного напрямку.
9 листопада підрозділи Збройних сил України зайшли на околиці Снігурівки в ході наступу на півдні України. Відступаючи, російські війська підірвали всі мости поблизу Снігурівку та біля сусідніх сел у напрямку міста Херсон, намагаючись уповільнити просування українських сил.
Протягом усього періоду тимчасової окупації громади, російські військові відбирали у жителів транспортні засоби, які були здатні пересуватися. Під час відступу зі Снігурівки російські окупаційні війська пограбували значну частину приватних домогосподарств, вивезли всю наявну комунальну техніку, сільськогосподарську техніку з фермерських господарств та залишили по собі зруйновану інфраструктуру — спустошені житлові будинки, школи, адміністративні будівлі. Найбільших руйнувань зазнали мікрорайони Птахофабрика та Сонячний.
10 листопада Збройні сили України звільнили Снігурівку Місто було звільнене силами 131-го окремого розвідувального батальйону та суміжних підрозділів і сержант Андрій Орлов підняв український прапор на центральній площі міста

## Військові злочини росіян проти цивільного населення
Під час тимчасової окупації Снігурівської громади російські військові вдавалися до систематичних порушень прав людини — залякувань, грабежів, катувань та інших форм насильства щодо цивільного населення. В місті Снігурівка росіяни облаштували декілька катівень, де окупанти влаштовували тортури та допитували місцеве населення. Нижче представлена лише невелика частина встановлених фактів порушення прав людини військовими рф:
За публічного обвинувачення прокурорів Миколаївської обласної прокуратури суд визнав командира батальйону 205-ї окремої мотострілецької козачої бригади зс рф винним у жорстокому поводженні з цивільним населенням та у порушенні законів та звичаїв війни, вчиненого за попередньою змовою групою осіб (ч. 2 ст. 28, ч. 1 ст. 438 КК України). Йому призначено покарання у вигляді 10 років позбавлення волі. Прокурори довели, що засуджений, у травні 2022 року в окупованому селищі Снігурівської громади Баштанського району разом з іншими військовослужбовцями рф викрали 52-річну місцеву жительку, щоб дізнатися про місцевих чоловіків, які служать у ЗСУ. Окупанти залякували жінку, зав’язували їй очі та змушували ходити «замінованою» територією. Вони обливали її пальним і погрожували підпалити. Після цього постраждалу ув’язнили у приміщенні місцевого відділення поліції, перетвореному на незаконне місце утримання цивільних осіб. Досудове розслідування здійснювалось СУ ГУНП у Миколаївській області.
За повідомленням Національної поліції України, особливої жорстокості зазнали жителі громади від дій бійців чеченського спецпідрозділу «Ахмат». Слідчими було ідентифіковано одного з кадирівців, якого підозрюють у викраденні та зґвалтуванні неповнолітніх дівчат. Досудовим розслідуванням встановлено, що окупант незаконно вдерся в одну з покинутих квартир українського військового, який перебував на захисті держави. Після — викрав і під погрозою зброї привів в захоплену оселю двох неповнолітніх дівчат — 13 та 15 років. Там він ґвалтував і залякував дітей три доби.
Міжнародна правозахисна організація Human Rights Watch підготувала доклад про беззаконня та масові викрадення цивільних людей, які росіяни проводили на окупованих частинах Запорізької та Херсонської областей. Є там зафіксований епізод тортур і з Снігурівщини. HWR отримала свідчення від баптистського пастора Юрія, якого окупанти піддавали тортурам у Снігурівці. Священнослужитель опинився заручником на блокпосту у росіян в Снігурівці 6 квітня, коли намагався придбати продуктів і ліків для громади Херсона. Знайшовши на його телефоні кілька фотографій російської військової техніки, зроблених у перші дні вторгнення, росіяни відвезли його до поліцейського ізолятора. Його тримали шість днів у тісній і дуже холодній камері ізолятору без електрики, з малою кількістю їжі та майже без води. Його допитували про його участь у протестах та його роль як священика у заохоченні людей до протестів. Через певний час його звільнили за умови, що він стане інформатором росіян. При цьому, в чоловіка викрали машину в якій були ліки та гуманітарна допомога на 2 тисячі доларів, а такж забрали ще власних 6 тисяч доларів. Наступного дня Юрій разом з дружиною втік з Херсона..
Під час досудового розслідування слідчі відділу розслідування воєнних злочинів слідчого управління Миколаївського обласного главку поліції спільно зі співробітниками регіонального відділу протидії кіберзлочинам Департаменту кіберполіції НПУ за участі фахівці управління кримінального аналізу та процесуального керівництва Миколаївської обласної прокуратури встановили двох військовослужбовців рф, які на момент вчинення злочинів перебували на посадах командира та заступника 1 мотострілкової бази 1 мотострілкового батальйону 205-ї окремої мотострілецької козачої бригади рф. Зловмисники, перебуваючи у складі російських збройних сил в окупованих ними на той час селах Снігурівської міської громади Баштанського району, незаконно затримали, утримували в нелюдських умовах та катували мешканця села Євгенівка.
За процесуального керівництва Миколаївської обласної прокуратури повідомлено про підозру начальнику розвідки 2-го гаубичного самохідно-артилерійського дивізіону 205-ї окремої мотострілецької козачої бригади зс рф у жорстокому поводженні з цивільним населенням та інших порушеннях законів і звичаїв війни, вченених за попередньою змовою групою осіб  (ч. 2 ст. 28, ч. 1 ст. 438 КК України). Слідство встановило, що російський військовий разом із невстановленими військовослужбовцями рф під час тимчасової окупації Снігурівської територіальної громади Баштанського району Миколаївської області ув’язнив 44-річну місцеву мешканку. З метою примусити її надати інформацію про сина – військовослужбовця ЗСУ, а також про місцезнаходження українських військових, учасників АТО/ООС та територіальної оборони, до неї застосовували фізичне і психологічне насильство, принижували її честь і гідність, а також створювали неналежні умови утримання. Досудове розслідування здійснюється СУ ГУНП у Миколаївській області.